# Diocèse de Coire
Le diocèse de Coire (en latin : diocesis Curiensis ; en allemand : Bistum Chur ; en romanche : Uestgiu da Cuera ; en italien : diocesi di Coira) est un des six diocèses de l'Église catholique en Suisse. Le patron du diocèse est saint Lucius. Son évêque est Joseph Bonnemain, nommé par le Vatican le 15 février 2021. Il réside au château épiscopal de Coire (Hof Chur).

## Historique
Le diocèse de Coire est le diocèse historique de l'actuel canton suisse des Grisons. Sa date d'érection est contestée : le premier évêque serait soit Asimo, qui vivait en 440 (version la plus couramment acceptée) ; soit saint Lucius de Coire vers 176. Dans l'un ou l'autre cas, l'évêché est parmi les plus anciens.

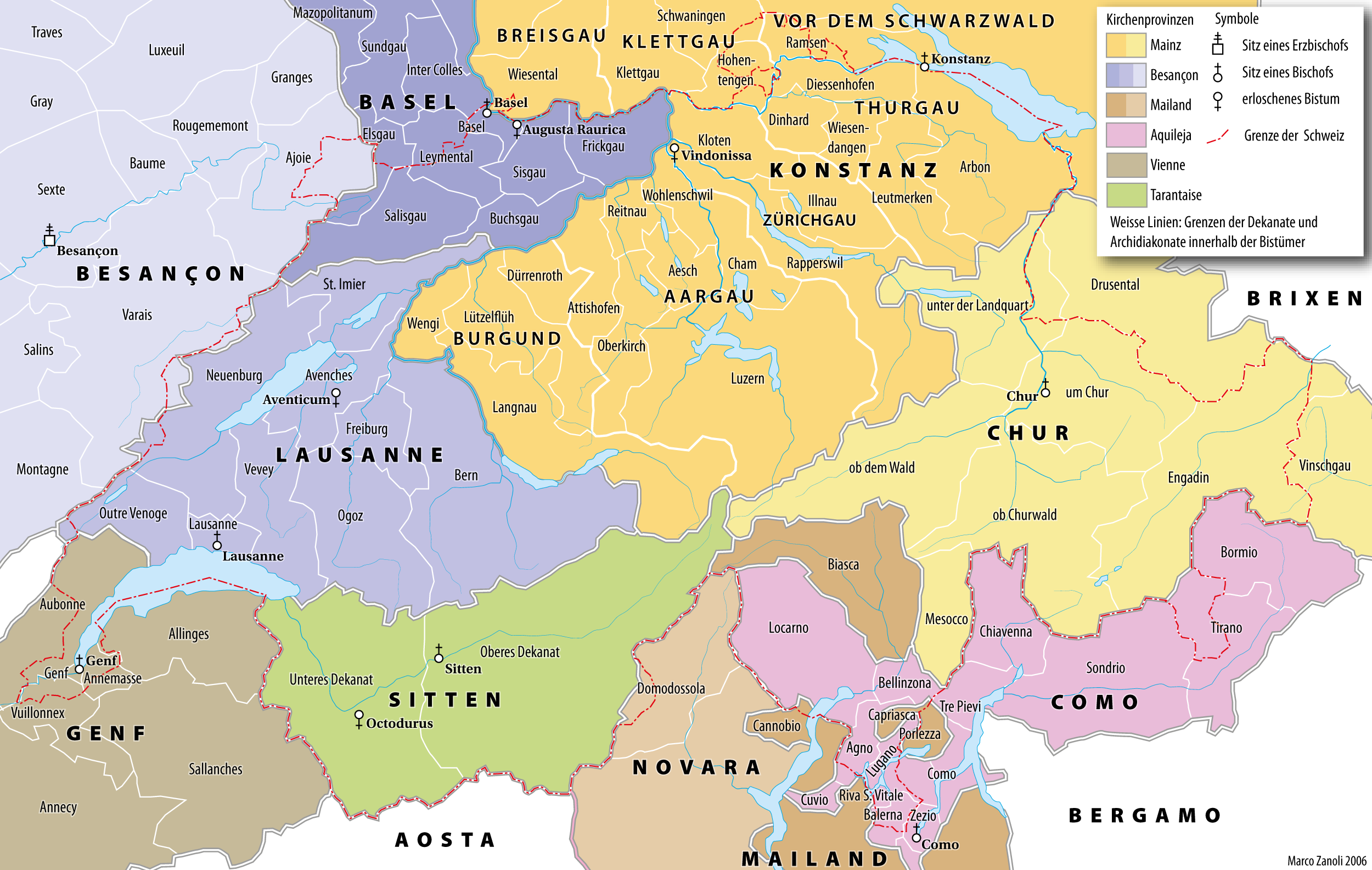
Les diocèses suisses vers 1300.

Depuis la domination des Francs jusqu'au début du XVe siècle les évêques de Coire sont seigneurs d'une partie de la Rhétie supérieure. Au début, l'évêché appartenait à l'archidiocèse de Milan ; par l'effet du traité de Verdun conclu en 843, il reviendra à la province ecclésiastique de Mayence. Les évêques, qui relevaient du duché de Souabe, obtinrent l'immédiateté impériale comme seigneurs temporels de la principauté épiscopale (Hochstift) des mains de l'empereur Frédéric Barberousse en 1170. Ils étaient en conflit permanent avec leur ministériels (comme la noble famille von Sax) et les seigneuries voisines : au XIVe siècle déjà, les seigneurs de Milan ont acquis les comtés de Chiavenne et de Bormio ; le val Venosta (Vinschgau) et la Basse-Engadine étaient sous contrôle des comtes de Tyrol. En 1367, les sujets conclurent la Ligue de la Maison-Dieu, pour contrer le pouvoir des évêques et de la maison de Habsbourg.
Bresler donne pour charges d'officiers héréditaires de l'évêque le Grand Échanson (Planten de Woldenberg à cette date), le Grand Maître (le seigneur de Monte) ; le Grand Chambellan (Fluge d'Aspermont) et le Grand Maréchal (le seigneur de Marmel). Concernant cette dernière charge, Bresler est en contradiction avec Saint-Allais et a peut-être inversé les charges avec celle de Grand Échanson, qu'il dit tenue par un Planta-Woldenberg. Saint-Allais note que la charge de Grand Maréchal a « de toute ancienneté été possédée par la branche catholique des comtes de Planta, établie dans les Grisons ». Il écrit aussi que le 12 novembre 1795 Charles-Rodolphe de Buol, prince-évêque, concède à Henri-Joseph-Robert de Planta-Wildenberg, capitaine de cavalerie au régiment de Fouquet, chevalier de l'ordre de Saint-Louis, et aux descendants de ce dernier, la dignité de Grand Maréchal héréditaire de l'évêché de Coire ; mais qu'en 1799 la charge est devenue vacante par la mort sans descendants de Louis-Auguste, baron de Planta-Wildenberg, lieutenant général au service de la France, propriétaire d'un régiment Suisse et chevalier de l'ordre de Saint-Louis.

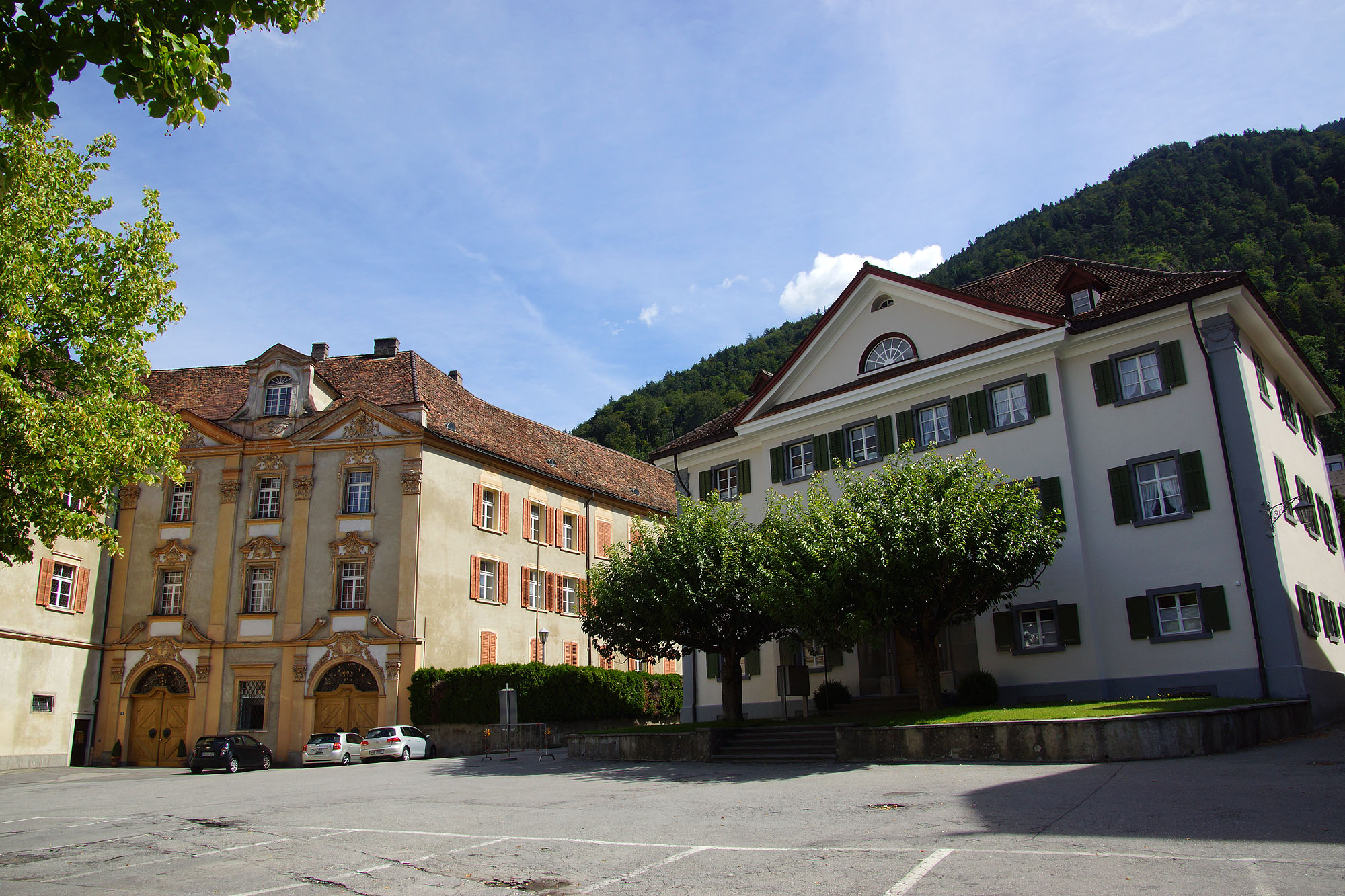
Château épiscopal de Coire.

En 1722 le chapitre de Coire a 24 chanoines. Le prince-évêque de Coire est suffrageant de l'électeur de Mayence (archevêque de Mayence). Il assiste à la diète de l'Empire, placé hiérarchiquement entre l'évêque de Lübeck et l'évêque de Fulde. Le revenu de l'évêque était d'environ 60 000 livres. À cette époque le terres de l'évêque incluent entre autres la ville de Coire, les monastères de Churwalden (en), de Feldkirchen, de Tomiltasca ou Tomlesck, d'Aspermont, de Rhams, de Marsoila, de Ramuntz, de Greissenstein, d'Haldenstein, de Furstenberg sur l'Esch ; la vallée de Valteline, la ville de Chiavenne, Plurs... L'évêque possède aussi en fief le comté de l'Engadine.
La principauté épiscopale de Coire fut sécularisée par le recès de la Diète d'Empire en 1803. En retour, le diocèse relève depuis lors directement du pape. Depuis 1818, il couvre aussi les cantons de Glaris, d'Obwald, de Nidwald et de Zurich. De 1818  à 1847, il couvrait aussi les cantons de Saint-Gall, d'Appenzell Rhodes-Intérieures et d'Appenzell Rhodes-Extérieures. Jusqu'en 1997, il couvrait le Liechtenstein.
En 1997, Wolfgang Haas, évêque de Coire depuis 1988, est nommé à la tête de l'archidiocèse de Vaduz qui vient d'être créé. Le 23 août 1998, Amédée Grab devient le nouvel évêque de Coire.

## Territoire
Le diocèse de Coire est limitrophe des diocèses de Sion et de Bâle à l'ouest, du diocèse de Rottenburg-Stuttgart au nord-ouest, de l'archidiocèse de Vaduz et des diocèses de Saint-Gall et de Feldkirch au nord, du diocèse d'Innsbruck à l'est, du diocèse de Bolzano-Bressanone au sud-est, et des diocèses de Côme et de Lugano au sud.

## Évêque
Lors de la vacance du siège épiscopal, il faut nommer un nouvel évêque à la tête du diocèse. Dans le diocèse de Coire, le Saint-Siège au Vatican établit librement une liste de trois candidats qui est transmise au chapitre de la cathédrale. Ce dernier nomme le nouvel évêque parmi les noms figurants sur cette liste. Le droit de nommer l'évêque par le chapitre de la cathédrale est un privilège ecclésiastique accordé par le Saint-Siège,.

### Liste des évêques de Coire

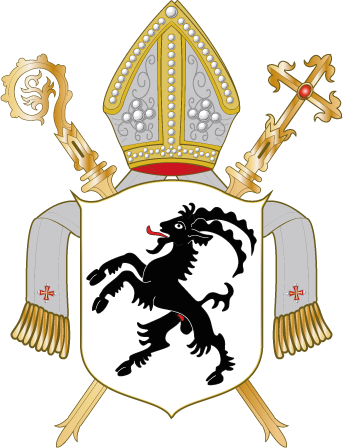
Blason des évêques de Coire.

L'évêque actuel est Joseph Bonnemain.

## Dans la littérature
L'évêque de Coire est mis en scène avec insolence par Honoré de Balzac dans un de ses contes drôlatiques : La Belle Impéria.